# ハマナツメ
ハマナツメ（浜棗、学名：Paliurus ramosissimus）はクロウメモドキ科の落葉低木。

## 特徴
本州東海以西、四国、九州、沖縄、台湾、インドシナの沿海地の湿地に分布する。
花期は7～9月頃で淡緑色の小花を咲かせる。枝には棘がある。絶滅危惧IB類（EN)の絶滅危惧種である。